# Cyrtomium laetevirens
Cyrtomium laetevirens är en träjonväxtart som först beskrevs av Yoshio Hiyama, och fick sitt nu gällande namn av Nakaike. Cyrtomium laetevirens ingår i släktet Cyrtomium och familjen Dryopteridaceae. Inga underarter finns listade.